# San Diego State Aztecs football
La squadra di football dei San Diego State Aztecs rappresenta l'Università statale di San Diego. Gli Aztecs competono nella Football Bowl Subdivision (FBS) della National Collegiate Athletics Association (NCAA) e nella Mountain West Conference. La squadra è allenata da Sean Lewis. Gioca le sue gare interne allo Snapdragon Stadium di San Diego, California, e la sua rivalità principale è con i Fresno State Bulldogs.
La squadra ha iniziato a giocare nel 1921, ha vinto il suo primo bowl di fine stagione nel 1948 e il primo bowl tra quelli dei college principali nel 1969. Gli Aztecs hanno conquistato 21 titoli di conference e hanno un bilancio di dieci vittorie e dieci sconfitte nei bowl. Tra i giocatori degni di nota che hanno militato nella squadra vi sono i membri della Pro Football Hall of Fame Marshall Faulk, John Madden e Joe Gibbs.

## Titoli nazionali
SDSU ha vinto tre titoli nazionali a livello di division II.
| Anno | Conference                                 | Allenatore  | Record tot. | Record conf. |
| 1966 | California Collegiate Athletic Association | Don Coryell | 11–0        | 5–0          |
| 1967 | California Collegiate Athletic Association | Don Coryell | 10–1        | 5–0          |
| 1968 | Independente                               | Don Coryell | 9–0–1       | N/A          |

## Numeri ritirati
San Diego State ha ritirato tre numeri in onore di quattro giocatori.
| N. | Giocatore       | Ruolo | Anno      | Note  |
| 8  | Todd Santos     | QB    | 1984–1987 | [ 2 ] |
| 25 | Haven Moses     | WR    | 1966–1967 | [ 2 ] |
| 28 | Willie Buchanon | CB    | 1970–1971 | [ 2 ] |
| 28 | Marshall Faulk  | HB    | 1991–1993 | [ 2 ] |

## All-American
I seguenti giocatori degli Aztecs sono stati premiati come All-American.
- Haven Moses, DE- 1967 (TSN 1ª formazione)
- Fred Dryer, DE- 1968 (Little All-American 1ª formazione)
- Hank Allison, G- 1970 (AP-2ª formazione; NEA-1ª formazione; PFW-1ª formazione; Time-1ª formazione; TSN-1ª formazione)
- Willie Buchanon, DB- 1971 (NEA-2ª formazione; Time-1ª formazione; TSN-1ª formazione)
- Jesse Freitas Jr., QB- 1973 (AP-3ª formazione)
- Craig Penrose, QB- 1975 (TSN-1ª formazione; Time-1ª formazione)
- Henry Williams, DB- 1978 (AFCA-1ª formazione, UPI-2ª formazione)
- Pete Inge, OG- 1978 (AP-2ª formazione)
- Pete Inge, OG- 1979 (AP-2ª formazione, UPI-2ª formazione)